# Выродова-Готье, Валентина Гавриловна
Валентина Гавриловна Выродова-Готье (род. 4 октября 1934, Киев, Украинская ССР, СССР) — советская и украинская художница-живописец, Заслуженный деятель искусств Украинской ССР; член Союза художников Украины, профессор Национальной академии изобразительного искусства и архитектуры Украины.

## Биография
Родилась в семье учёного-математика Гаврилы Филипповича Выродова (1910—1954), уроженца с. Ушаково Белгородского уезда Курской губ. (ныне Белгородская обл. Российской Федерации) и киевлянки Анны Эдуардовны Готье (1912—1965).
Окончила Республиканскую среднюю художественную школу им. Т.Г. Шевченко в Киеве, где её преподавателем был П.В. Жаров, затем поступила учиться в Киевский государственный художественный институт, обучалась на факультете живописи, её педагоги — живописцы: М.И. Иванов и  В.Г. Пузырьков; в 1954—1959 гг. окончила институт, защитила дипломную работу в мастерской А.А. Шовкуненко, мастера пейзажа и натюрморта. Её дипломная работа «Дівчата-колгоспниці» экспонировалась на Всесоюзной выставке дипломных работ в Москве. В дальнейшем, начиная с 1959 г., участница многих республиканских и всесоюзных художественных выставок. В Национальной академии изобразительного искусства и архитектуры Украины преподаёт на кафедре живописи и композиции с 1959 г., профессор живописи — с 1990 года. Член Союза художников Украины (с 1962). Награждена Почётной грамотой Министерства культуры Украинской Советской Социалистической Республики (1970). Присвоено почётное звание Заслуженный деятель искусств УССР (1989). Является автором многочисленных сюжетных картин на тему сельской жизни и цикла психологически и эмоционально проницательных портретов деятелей культуры Украины. Произведениям В.Г. Выродовой-Готье свойственные тонкое колористическое решение, пластичная выразительность художественной формы при лапидарных средствах её воссоздания; в жанре портрета отдаёт преимущество композиционному типу портретных изображений.
C 1959 года посвятила себя педагогической деятельности — является преподавателем кафедры живописи и композиции Киевского государственного художественного института (КГХИ) —  с 1990 г. Национальной академии изобразительного искусства и архитектуры Украины. Её учениками были известные украинские живописцы Светлана Аношкина, Анастасия Григорьева, Николай Дубина, Пётр Зыкунов, Калерия Зыкунова, Ольга Конощук, Раиса Кузина, Людмила Назаренко (Щукина), Дмитрий Сыроватка, Павел Шульга и др..
Живописные работы Валентины Выродовой-Готье хранятся во многих художественных музеях Украины, а также в различных зарубежных музеях и частных собраниях Австралии, Бельгии, Италии, Германии, России, США, Франции и др. стран.

## Произведения
«Дівчата-колгоспниці» (1959), «Сорочинськи вишивальници» (1961), «Портрет М. Рильського» (1963 р.), «Баба Федора» (1966), «Подруги» (1966), «Художниця Ким Бач» (1967), «Горобчики» (1968), «Жнива» (1970), «Сінокіс» (1972), «Наталя з лялькою» (1972), «Портрет М. Ревуцького» (1975), «Портрет М. Приймаченко» (1975), «Польові квіти» (1976), «До школи» (1978), "Ветеран війни і праці Іван Д"яченко" (1978), «Портрет Є. Мірошніченко» (1982), «Портрет художника К. Трохименка» (1982), «Хлопчики» (1984), «Портрет художника Сергія Шишка» (1985), «Автопортрет» (1990), «Сама в хаті» (1990), «Портрет Данила Лідера» (1995), «Даша» (1997), «Випав сніг» (1999), «Портрет артистки Ольги Басистюк» (2000), «Мати» (2004), «Мати з дітьми» (2005), «Катя з кошиком квітів» (2007), «Верховинка» (2008), «Дівчинка у віночку» (2008).

## Семья
- Отец — Гаврила Филиппович Выродов (род.1910, с. Ушаково — ум.1954, Киев), учёный-математик, сотрудник Академии наук Украинской ССР.
- Мать — Анна Эдуардовна Готье (1912—1965).
- Супруг — Павел Борисович Карев (род. 1935).
- Дочь — Наталия Павловна Карева-Готье (род. 1968). Художница—живописец. Окончила Киевский государственный художественный институт (1992), затем аспирантуру Национальной академии изобразительного искусства и архитектуры (1998). Член Национального Союза художников Украины (с 1992). Основные произведения: Витражи в фойе Республиканской художественной средней школы, г. Киев (1994), «Парадный портрет» (1994), «П. Фишель» (1996), «Улица Горького» (1996), «Бессарабская площадь» (2000)[3].